# Vibrissovoria petiolata
Vibrissovoria petiolata är en tvåvingeart som beskrevs av Townsend 1919. Vibrissovoria petiolata ingår i släktet Vibrissovoria och familjen parasitflugor.
Artens utbredningsområde är Panama. Inga underarter finns listade i Catalogue of Life.